# 金華火腿
金華火腿是鹽醃過後，再風乾、发酵的豬腿，原產於浙江金華，宋朝被列為貢品。和宣威火腿、如皋火腿并称中国三大火腿。原料是金华出产的“两头乌”，后腿经过上盐、整形、翻腿、洗晒、风干等程序，数月乃成。香味浓烈。便于贮存和携带，已畅销国内外。

## 历史和文化
浙江金华风味食品。因腌制而成的猪腿色红似火，称为火腿。在唐朝已经有制作，宋朝被列為貢品。清时亦被列为贡品。是佛跳墙的重要原料。《红楼梦》中也提到过金华火腿。

## 制作工艺

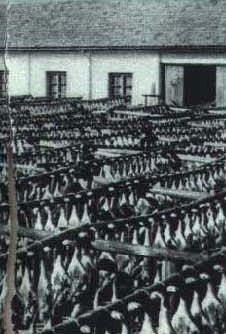
1964年的金华火腿

製金華火腿必用的豬種是「兩頭烏」（头和屁股的毛是黑色），特點是皮薄及骨架細，脂肪豐富，味道甘香。金華火腿只取肥大、肉嫩的豬後腿，5－9公斤的豬腿是首選。經過醃漬、洗腿、風乾、上架及發酵等工序，传统方法需要8－10个月。
1. 原料选择：选用上好新鲜猪后腿，要求皮薄爪细、瘦多肥少、无伤残和病灶。重量为5,000克－7,500克。
2. 修整：用刀刮去猪腿皮面的残毛和污物，将后腿统一修成琵琶形，把腿面修平整
3. 腌制：腌制的适宜温度为8℃，因为低温则盐渗透慢，高温则细菌繁殖快。腌制时间约一个月。需要上盐5－7次，只用精盐。
4. 洗晒：将腌好的火腿放在清水中浸泡搓洗，然后晒干，彻底脱水需要6－10天。
5. 整形：行业术语叫做「修干刀」。把突出的骨头平整，把猪腿修成竹叶形。
6. 晾挂发酵：将火腿移入室内晾挂发酵，大约要持续6－8个月。在此期间蛋白质和脂肪发酵，产生独特的风味。
7. 後熟過程：火腿去霉，刷上蔬菜油，肉皮朝下堆放在木床上，每隔5－7天翻堆1次，使之渗油均匀。

## “毒火腿”事件
2003年11月16日央视《每周质量报告》曝光：金华地区部分企业使用敌敌畏等违禁药物来浸泡猪腿。此事件给金华火腿产业造成很大打击。